# Команда Кусто
Команда Кусто (фр. Équipe Cousteau, первоначально, до 1992 года, Фонд Кусто) — некоммерческая организация, занимающаяся океанографическими исследованиями и защитой окружающей среды. Основана в 1981 году Жаком-Ивом Кусто, в настоящее время возглавляется его второй женой Франсин Кусто. Штаб-квартира организации находится в Париже.

## История
В 1949 году Жак-Ив Кусто окончил службу в ВМС Франции, а через год создал Французскую океанографическую кампанию (фр. Campagnes océanographiques françaises (COF)) и, приобретя под покровительством Томаса Лоэла Гиннесса судно «Калипсо», занялся съёмками документальных фильмов о живой природе.
В 1956 году Кусто получил Золотую пальмовую ветвь Каннского кинофестиваля и «Оскар» за лучший документальный фильм (за фильм «В мире безмолвия», совместную работу Кусто и Луи Маля).
В 1957 году он вошёл в состав дирекции Океанографического музея Монако и был принят в Национальную академию наук США — честь, которой удостаиваются немногие иностранцы.
В 1974 году Жак-Ив Кусто основал в США Общество Кусто, посвящённое охране природы и улучшению качества жизни настоящего и будущих поколений. Во Франции его деятельность в это время проходит под шуточным названием «Акулье общество» (фр. Les requins associés (LRA)).
В 1981 году Жак-Ив Кусто и писатель Ив Паккале создали Фонд Кусто. После смерти Жака-Ива Кусто большая часть имущества Фонда и управление делами организации перешли в руки его второй жены Франсин Трипле Кусто.
В 1992 году организацию переименовали в Команду Кусто из-за правовых обязательств, вытекающих из законов от 23 июня и 4 июля 1990 года.
В 1999, после разлада в семье, Жан-Мишель Кусто, сын Жака-Ива от первого брака, основал в США Общество будущего океана.
Жан-Мишель также унаследовал от отца виллу «Ваграм» в Париже и виллу «Баобаб» в Санари-Сюр-Мер, а в ноябре 2005 безуспешно пытался доказать в суде свои права на «Калипсо», принадлежащую Франсин Кусто.

## Цели[6]
- Охрана окружающей среды и повышение качества жизни поколений настоящего и будущего.
- Исследование океанов планеты и просвещение человечества о необходимости охраны природы для сохранения жизни на Земле.

## Некоторые задачи Команды Кусто
- Защита морских млекопитающих.
- Устойчивое развитие промышленного рыболовства.
- Защита морских побережий и коралловых рифов.
- Экологическое просвещение человечества через проведение конференций, встречи с мировыми лидерами, создание книг и документальных фильмов и так далее.

## Состав команды
- Капитан Жак-Ив Кусто
- Симона Кусто
- Жан-Мишель Кусто
- Филипп Кусто
- Франсин Кусто
- Фредерик Дюма, археолог и Mousquemer
- Филипп Тайле, капитан и Mousquemer
- Альбер Фалько, ныряльщик, капитан «Калипсо»
- Бернар Делемотт, старший ныряльщик

## Финансирование (по данным 2001 года)[7]
- 38 % — пожертвования
- 32 % — личные средства участников
- 22 % — подписка на журнал «Calypso Log»
- 8 % — другие источники